# Matula Magazin
A Matula Magazin – szerkesztői szerint – „ellenkulturális” internetes kéthetilap volt. Rendszeresen foglalkozott vallási, politikai, kulturális és életmód-témákkal. Stílusa a punk és a primitív anarchizmus sajátos keveréke volt. Több közéleti botrány fűződött a nevéhez, mint például az IZsDb (Internet Zsidó Database) létrehozása és hoaxok kezdeményezése.

## Története
Az első szám 1995-ben jelent meg. Ezt még fénymásolatban terjesztették az akkor a budapesti ELTE Trefort Ágoston Gyakorlóiskolába járó szerzők. A név nem a Tüskevár-féle Matula bácsitól ered, hanem a Két férfi, egy eset című német krimisorozat magánnyomozójától, Josef Matulától, akit Claus Theo Gärtner alakított. 2001-től jelent meg rendszeresen az interneten. 2003-ban rövid időre betiltották, de azután újraindult.
2007. február 27-én az alábbi üzenet jelent meg a Magazin honlapján:
```
Kedves olvasóink!

A Matula mostantól sajnos nem jelenik meg többé
az eddigi formájában.

A továbbiakban is lesz talán valami, de simán
azt is el tudjuk képzelni, hogy nem.

Addig járt a korsó a kútra, míg el nem tört.
Most az egyszer minket csináltak ki.

Szevasztok.
```

Így – a jelek szerint „külső hatásra” – szűnt meg a Matula. Ugyanakkor – állítólag – a szerzők valójában egyszerűen csak megunták, és ezért, nem pedig külső nyomásnak engedve döntöttek a bezárása mellett. Ha ez igaz, akkor a fenti búcsúközlemény is egyfajta hoax.

### Utóélete
A szerzők közül néhányan jelenleg is újságírással foglalkoznak.
- Bede Márton a 444.hu (2011-ig az Index.hu) munkatársa, valamint további vonatkozásában lásd alább.
- Inkei Bence 2005 óta a Quart.hu portál felelős szerkesztője (egy ideig az Index.hu-hoz, jelenleg pedig az Origo-hoz tartozik), cikkeivel ott találkozhatunk.
- Magyari Péter a 444.hu (2013-ig az Index.hu) munkatársa.
- Tamás Bence Gáspár a 444.hu (2013-ig az Index.hu) munkatársa. Rendszeresen készít videointerjúkat, rövid filmes tudósításokat.
- Homoki-Szabó Attila a Demokrácia és Dilemma Intézet igazgatója.

## Subbacultcha és Subba
A Matula Magazinhoz kapcsolódott 2002 óta a Subbacultcha című heti popkulturális megmondó hírlevél, amely az angol Popbitch hírlevél mintájára készült. (A Subbacultcha a Pixies együttes egyik számának a címe.) A Subbacultcha 2006-ban Bede Márton távozásával megszűnt, ám ő 2006. október 3. óta „Subba – Mindennapi mocsok” címmel, valamint 2008. szeptember 25. óta Menő, nem menő címmel Index-közeli blogokban publikál.
- A Subbacultcha archívuma
- Subba – Mindennapi mocsok
- Menő, nem menő

## Szerkesztőség
- Bede Márton
- Fenék Tibi
- Homoki-Szabó Attila
- Inkei Bence
- Kocsis atya
- Magyari Péter
- Tamás Bence Gáspár

## Honlap
- matula.hu